# District de Yongqiao
Le district de Yongqiao (埇桥区 ; pinyin : Yǒngqiáo Qū) est une subdivision administrative de la province de l'Anhui en Chine. Il est placé sous la juridiction de la ville-préfecture de Suzhou.